# Dekalina
Dekalina – organiczny związek chemiczny, dwupierścieniowy węglowodór nasycony, produkt całkowitego uwodornienia naftalenu. Bezbarwna ciecz o słabym zapachu, stosowana jako rozpuszczalnik (np. żywic). Używana również jako składnik paliw do silników spalinowych, a także zamiast terpentyny w produkcji lakierów i pokostów.
Występuje w postaci dwóch izomerów geometrycznych, cis (o temperaturze topnienia −43 °C i temperaturze wrzenia 196 °C) i trans (odpowiednio −30 °C i 187 °C). Izomer trans jest trwalszy od izomeru cis o ok. 2 kcal, głównie z powodu oddziaływań sterycznych pomiędzy stłoczonymi atomami wodoru w izomerze cis. Produkt handlowy jest mieszaniną obu izomerów.